# 용자왕 가오가이가
《용자왕 가오가이가》(勇者王ガオガイガー 유샤오 가오가이가[*])는 선라이즈가 제작하여 1997년 2월 1일부터 1998년 1월 31일까지 일본 나고야 TV에서 방영된 로봇 애니메이션이다. 대한민국에서는 《사자왕 가오가이거》라는 제목으로 KBS에서 방영되었다. 총 49화로 구성되어있고, 후속작으로 용자왕 가오가이가 FINAL이 있다. 1990년대의 로봇 애니메이션 시리즈인 용자 시리즈의 8번째 작품이자 애니메이션 나고야 테레비의 마지막 작품. 슈퍼로봇대전 시리즈에서도 등장한다.

## 방송 일시
| 방송 채널 | 방송일                           | 방송 시간 |
| --------- | -------------------------------- | --------- |
| 나고야 TV | 1997년 2월 1일 ~ 1998년 1월 31일 | 종료      |
| KBS2      | 1999년 1월 21일 ~ 7월 7일        | 종료      |

### 그 외의 방송사
- 투니버스
- 애니박스
- TV아사히

## 줄거리
GGG(Gutsy Geoid Guard 원종에 패배한 뒤 부활하여 Gutsy Galaxy Guard로 명칭 변경.)의 지구방위 이야기로 용자 엑스카이저와 유사한 형태의 전개를 보이며 사람에게 감염된 존더 메탈이 기계와 융합하여 로봇으로 변신하고 이를 막는 이야기를 그려내고 있다. 스토리가 진행됨에 따라 G스톤이 무엇인가, 캐릭터간의 갈등 그리고 반전 등 나름대로 볼거리가 많다. 존더를 전부 무찌르고 마침내 지구에 최초로 도달한 외계 지성체(Extraterrestrial Intelligence) EI-01 파스다와 최종전에서 목숨을 걸고 승리한 GGG였으나, 곧 그들은 단지 '기계 31 원종'의 수하라는 사실이 드러나고 그 원종들에 의해 GGG는 괴멸의 위기에 처했으나. 이후 부활한 용자대는 원종들과 싸워가며 때론 정체를 알 수 없는 킹 제이더와 엮이며 이야기를 진행한다.

## 특징과 평가
용자왕 가오가이가의 특징을 보면 다른 용자 시리즈에 비해 유년층보다 청소년이나 성인 팬 사이에서 높은 인기를 끌었고 제네식 가오가이가가 용자 시리즈 중 가장 강한 로봇으로 알려져 있다. 슈퍼로봇대전이란 게임에서 가오가이가가 나오는데 제3차 슈퍼로봇대전 알파에서 등장한다. 일각에선 가오가이가가 대단히 히트한 작품이라고 여겨지고 있지만 이는 사실과 많이 달라서 용자 시리즈의 주요 대상층인 저연령 아동 사이에서의 인지도는 기실 역대 시리즈 전성기에는 못 미치는 편이었다. 그래도 시리어스한 전개와 강렬한 어필로 주로 청소년, 성인 팬들 사이에서는 높은 평가를 받고 있으며 DVD 등의 분야에서 호조를 보이는 등 전성기의 용자 시리즈와 다른 팬 노선을 걷게 되었다. 결과적으로 너무 복잡한 내용과, 성인 취향의 전개로 용자 시리즈의 시청 대상인 유년층에게 어필하지 못하고, 용자시리즈 중 가장 낮은 시청률, 완구판매에서 고전한 작품이 되었다. 이러한 상황은 이미 전작이였던 용자지령 다그온부터 이어져 온 것으로, 용자 시리즈를 살려보자고 만든 작품들이 아이러니하게 용자 시리즈를 더 이상 이어가지 못하게 했다.

## 등장 인물
왼쪽은 일본판, 오른쪽은 한국판 성우이다. (KBS 2TV 판, 애니박스 판 순)

### GGG 인물
시시오 가이(한국명 : 가이) : 시시오 레오 박사의 아들로 목성으로 날아가버린 어머니(시시오 키즈나)를 찾기 위해서 우주비행사를 지망하고 있었다. 후에 기념적인 첫 우주행에서 돌연 정체불명의 비행체(후에 EI-01로 명명)에 의해 우주선이 파괴되어 죽을 위기에 처했으나, 죽기 직전에 간신히 우주 메카인 라이온 갈레온에게 구조된다. (성우 : 히야마 노부유키)
아마미 마모루(한국명 : 강한별) : 1997년 지구 근처에서 EI-01과 전투 후 남극에 강하한 걀레온이 마침 거기에 있던 아마미 부부들에게 아기를 맡기고 사라졌다. 부부는 아기를 입양. 마모루라는 이름을 주고 키웠으며 아이는 밝고 건강한 소년으로 성장했다. (성우 : 이토 마이코)
우츠기 미코토(한국명 : 리카) : GGG 소속의 오퍼레이터. 파이널 퓨전 승인을 받으면 유리로 막힌 버튼을 주먹으로 내리쳐 누른다. 학창시절부터 시시오 가이와 연인사이였으며, 가이를 굉장히 아끼고 소중히 여긴다. (성우 : 한바 토모에)
하츠노 하나(한국명 : 새롬) : 마모루의 소꿉친구이자 여자친구. 본 작품의 또 다른 히로인. 여러 상황에서 일반인들의 심정을 대변하는 캐릭터로 자주 등장한다. (성우 : 요시다 코나미)
타이가 코타로(한국명 : 타이거 본부장) : 원래는 방위청 직속의 특수임무부대인 ID5의 멤버였지만 이후 그 실적을 바탕으로 우주개발공단 총재 및 GGG의 장관(본부장)일을 하고 있다. 다만 아직 ID아머는 가지고 있어서 외전에서 휴마와 같이 변신한다. (성우 : 이시이 코우지)
휴마 게키(한국명 : 아파치) : GGG 작전참모총장으로 기동부대의 실전행동에 대한 구체적인 작전입안 등을 행하는 GGG 참모부를 통괄한다. 현장지상주의적인 성격으로, 메인 오더 룸 보다도 건도베르나 건글을 몰아 실전현장으로 직접 출동, 지휘를 맡는 경향이 많다. 그러기에 작전입안은 주로 참모부 스탭들의 일이다. (성우 : 에가와 히사오 / 한상덕, 이상훈)
노자키 토오루(한국명 : 알렉세이) : 입자가속기 이졸데의 설계자이자 실험주임. 파스다의 명령으로 존더 메탈 플랜트를 만들고 있었다. 존더화 후 정해된 일을 계기로 GGG 오비트 베이스의 에너지 시스템 개발에 참여했다. (성우 : 타케무라 히로시]])
카이도 이쿠미(한국명 : 하늘) : 존더 셔틀이 하늘로 치솟을 때도 아무런 반응을 하지 않고 피처를 눈빛(염력)으로 격퇴한다던가, 하나와 마모루가 옥상에서 대화하는 걸 멀리서 몰래 지켜보고 있다던가 하는 수상한 행동으로 주목을 받았다. 후반부에서 중요한 역할을 한다.
솔다트 J 002 : 통칭 J. 기계사천왕 중 한 사람이자 시시오 가이의 라이벌이기도 했던 피처가, 카이도 이쿠미의 손으로 정해되어 본래의 기억과 의지를 되찾은 모습을 가리킨다. 존더리안이었을 무렵의 기억을 갖고 있으며, 여전히 사이보그 가이를 라이벌로 생각하는 경향이 있다. (성우 : 마도노 미츠아키)
카인 : 푸른별의 지도자이자, 갈레온과 아마미 마모루를 지구로 보낸 마모루의 친 아버지. 또한 제네식 가오가이가와 제네식의 코어가 되는 갈레온을 만들어낸 인물이기도 하며 시시오 가이 대신 갈레온과 퓨전하여 제네식 가오가이가의 탑승 파일럿이 될 예정이었다고 한다. (성우 : 치바 코이치, 오오키 타미오)
시시오 레오(獅子王麗雄)(한국명 : 레오) : 우주개발공단 고문감수로, GGG연구부 부장이기도 하다. (성우 : 오가타 켄이치)
시시오 라이가(獅子王雷牙)(한국명 : 라이거) : 레오 박사의 형으로 세계 10대 두뇌 중 1명으로 마이크 사운더스의 개발 등 GGG에 협력해 온 라이가는 Gutsy Galaxy Guard 발족 후 정식으로 대원이 되어 연구개발부에 배속된다. (성우 : 오가타 켄이치)
스완 화이트 : GGG 연구개발부 오퍼레이터. 외국인이며, 레오의 조수도 겸하고 있다. (성우 : 나라하시 미키)
스탤리언 화이트 : 스완 화이트의 오빠. 라이가 박사의 조수로, 마이크 사운더스 개발에 관여한 바 있다. (성우 : 이와타 미츠오)
엔토우지 코우스케(猿頭寺耕助) : GGG 첩보부 소속 오퍼레이터. 두뇌가 뛰어나며 GGG의 메인컴퓨터 보안 시스템을 개발. 볼포그의 직속상관 같은 존재이다. (성우 : 카시와쿠라 츠토무)
우시야마 카즈오(牛山一男)(한국명 : 태산) : GGG 메카닉 오퍼레이터로 용자 로봇이나 각 툴의 관리를 담당한다. 메카에 정통한 건 물론이고 틈틈이 식물도 가꾸는 다정하고 믿음직한 인물로 식물을 가꿀때는 매일매일의 긴장에서 풀린 듯한 온화한 표정을 짓기도 한다. (성우 : 이시카와 히로아키)
양 롱리(楊龍里)(한국명 : 양유린) : 중국에서 개발된 풍룡과 뇌룡의 개발 책임자로 군속으로 임무수행을 우선시하지만 용자들의 활약을 보고 생각을 고쳤다. (성우 : 나카 히로시)

### GGG 메카(영문 표기 및 기타 명칭은 원 애니메이션의 표기에 의거)
갈레온(Galeon) : 우주 메카라이온. 내부에 다양한 오버 테크놀러지를 탑재하고 있으며, G파워를 가진 사람과 접촉하면 정보를 나타낸다.
가이가(Gaigar) : 시시오 가이와 갈레온이 퓨전해서 변형된 메카노이드다. 인간형이고 추가 무장 같은 건 없기에 오로지 격투와 팔의 가이가 클로만으로 싸워야 한다.
드릴 가오(Drill Gao) : 지중이동용의 드릴 전차. G스톤의 출력을 사용하여 처음으로 실현 가능해졌다. 보통 땅속에서 나타나며 파이널 퓨전시 가오가이가의 양 다리가 된다.
라이너 가오(Liner Gao) : 신칸센형의 가오 머신. 신칸센 500계 전동차가 모델로 사용되고 있다.
스텔스 가오(Stealth Gao) : 스텔스기형의 가오 머신. 매우 기민하고 뛰어난 스텔스성이 있어서 다리 밑에도 숨어있을 수 있으며 가오가이가의 날개와 하완부를 구성한다.
가오가이가(GaoGaiGar) : 용자왕 가오가이가에 등장하는 가이가와 세 대의 가오 머신이 파이널 퓨전하여 완성되는 슈퍼 메카노이드. 기본적으로 존더와의 전투를 상정하여 제작되었다. 내장 무장은 철저하게 배제(이는 본디 GGG가 일본 정부의 산하기관이라서 무장을 금하고 있기 때문이다.)하고 오로지 다양한 툴(TOOL)을 사용하는 것을 목적으로 한 기체로 실제로 장비하고 있는 무장은 보조 무장인 드릴 니를 제외하면 오로지 오른팔의 브로큰 매그넘 뿐이다.
스텔스 가오 II(Stealth Gao II) : 가오가이가의 우주에서의 전투를 위해 기존 스텔스 가오의 양 날개에 울텍 엔진과 두 종류의 링을 탑재한 기종.
스타 가오가이가(Star GaoGaiGar) : 스텔스 가오의 개조로 인해 기존의 가오가이가가 기동성과 무장 면에서 더욱 강화된 형태.기계 31 원종 전에서 그 전투력을 입증하였고 이후 파이널에서 가오파이가로 완성된다.
팬텀 가오 (Phantom Gao) : 갈레온 대신 만들어진 가오머신.단독 비행이 가능하고 팬텀 카모플라주(Phantom CamouFlage)로 자신의 모습을 감출 수 있다.
가오파 (Gaofar) : 에볼류더 가이와 팬텀 가오가 퓨전한 메카노이드. 컨셉 자체는 가이가와 동일한 가오파이가의 코어 유닛격 위치. 가오파 역시 팬텀 카모플라주를 사용할 수 있고 클로도 부분적으로 개량되어 있다.
스텔스 가오 III(Stealth Gao III)  : 스텔스 가오 II에서의 울텍 엔진을 가변익 형태로 개조하고 링 또한 가오파이가 본체에서 만들어냄으로써 경량화하여 스텔스성을 되찾았다.
드릴 가오 II(Drill Gao II) : 드릴에 날이 생기고 드릴이 세 부분으로 나뉘어 개별적으로 돌기에 공격력이 상승한다.
라이너 가오 II(Liner Gao II) : 우주선으로 되어 있는 메카. 변형하여 선로 위를 달리는 일도 가능하다.
가오파이가 (GaoFighGar) : 에볼류얼 울텍 파워에 의해 종래의 가오가이가를 훨씬 웃도는 출력을 지녔다. 간단히 말하자면 여러모로 급조품이였던 스타 가오가이가를 완성시킨 형태로 디자인 적으로 가오파와 라이너 가오2의 직선적인 라인과 가오가이가와 다른 청색 위주의 칼라와 더욱 험상궂게 변한 페이스 가드 덕분에 외관이 더욱 무서워졌다. 특징으로 스타 가오가이가의 팬텀 링과 월 링을 가오파에서 직접 에너지 형태로 구현하고 스텔스 가오 II의 울텍 엔진을 가변익 형태로 개량함으로써 훨씬 경량화되었다. 기존의 Tool은 가오가이가와 공유한다.
제네식 갈레온(Genesic Galeon) : G스톤의 원석인 G크리스탈에서 프로그램이 수복된 갈레온의 진정한 모습. 솔다트 사단과 J-Ark 함대가 Z 마스터에 대항하기 위해 만들어졌듯이 갈레온 또한 솔 11 유성주에 대한 안티 프로그램이다.
가제트 가오(Gadget Gao) : 괴조 형태의 제네식 머신. 날개에서 가제트 패더를 전개하여 엄청난 속력을 낼 수 있으며, 파이널 퓨전 시 제네식 가오가이가의 등 부분과 페이스 가드, 그리고 하완부를 맡는다. 여러 마디로 된 목 부분은 분리하여 가제트 툴로 변형이 가능하다.
프로텍트 가오(Protect Gao) : 돌고래 형태의 제네식 머신. 앞부분은 신칸센 700계 전동차를 닮았다. 파이널 퓨전 시 가오가이가의 왼쪽 어깨가 되고 설정상 '프로텍트 볼트'를 내장하고 있다고 한다.
스파이럴 가오(Spiral Gao) : 두더지 형태의 제네식 머신. 스파이럴 드릴을 장비하고 있으며, 파이널 퓨전 시 가오가이가의 오른쪽 다리가 된다.
브로큰 가오(Broken Gao) : 상어 형태의 제네식 머신. 앞부분은 신칸센 500계 전동차를 닮았다. 파이널 퓨전 시 가오가이가의 오른쪽 어깨가 되고 설정상 '브로큰 볼트'를 내장하고 있다고 한다.
스트레이트 가오(Straight Gao) : 두더지 형태의 제네식 머신. 스트레이트 드릴을 장비하고 있으며, 파이널 퓨전 시 가오가이가의 왼쪽 다리가 된다.
제네식 가오가이가(Genesic GaoGaiGar) : 최강의 파괴신, 용기의 궁극적 형상, 마침내 도달한 위대한 유산, 진정한 용자왕 등으로 불리며 등장만으로도 유성주들을 긴장시켰고 아군마저 경악케 했다. 그 몸에서 발산되는 '제네식 오오라(Genesic Aura)'는 유성주들의 동력원인 '라우드 G스톤'을 무력화시키며, 유성주들을 강력하게 제압하는 모습을 보였다. 가오파이가를 대파시켰던 팔파레파(Palpalapa)를 단숨에 제압하였으나 결국은 유성주들의 본체 '피사 솔의 재생능력에 발목이 잡힌다. 후에 본래 가오파이가용으로 제작되었던 디비전 툴(Division Tool) '골디언 크러셔(Goldion Crusher)'를 FINAL 4화에서 대파된 가오파이가 대신 사용했다.
가오가이고(GaoGaiGo) : 프로젝트 Z의 설정에 나오는 메카노이드. 유성인 가이고가 스텔스 가오 II,라이너 가오 II,드릴 가오 II와 합체 변형한 메카노이드. 탑승자는 아마미 마모루이다. 가오가이고의 한자 표기는 Gao凱號. 이 때 凱는 시시오 가이의 이름. 號는 배나 비행기의 이름에서 "~호"의 뜻이다.
제이 아크(J-Ark) : 초노급전함. 함교부분인 제이 버드가 분리 변형 한 형태인 제이더와 메가퓨전하여 자이언트 메카노이드 킹 제이더로 변형한다.
제이 버드(J-Bird) : 제이아크의 상부 브릿지 부분으로 반 중간자포가 장비된 부분이다. 이 부분을 스탠드 업 하여 제이아크와 분리할 수 있다.
제이더(J-Der) : 제이아크에서 스탠드업한 제이버드에 솔다트 J가 퓨전하여 변형하는 로봇. 플라스마 윙으로 광속에 가까운 엄청난 스피드로 비행하며 근접전 위주로 싸운다. 단독으로 원종도 격파 가능하다. 주 무장은 양 손의 플라즈마 소드이나, 다리에 반 중간자포 역시 장비하고 있다.
킹 제이더(King J-Der) : 제이아크와 제이더가 메가 퓨전해서 완성되는 자이언트 메카노이드.
볼포그(Volfogg) : 페라리 F-50형의 패트롤 카 형태 비클 머신(Vehicle Machine). 첩보부 소속으로 은밀행동을 위한 기능 및 장치들을 다수 갖고 있다(섀도 카모플라주(Shadow Camouflage) 등). 다차원 첩보 잠수함에서 정보 수집과 분석을 맡으며 존더의 정찰 등의 임무도 극비리에 실시하며 아마미 마모루 호위 임무를 맡고 있다. (성우 : 코니시 카츠유키 / 홍승섭, 최정호)
건도벨(GunDober) : 오토바이 형태의 서포트 메카. 바퀴 부분을 좌우로 전개하는 것으로 단시간이라면 호버 비행도 가능하다. 삼신일체시 빅 볼포그의 오른팔이 된다. 참고로 이름은 건(Gun)+도베르만(Doberman.개의 품종)
건글(GunGle) : 보잉/시코르스키·RAH-66·코만치와 닯은 헬리콥터 형태의 서포트 메카. 삼신일체시 빅 볼포그의 왼팔이 된다. 참고로 이름은 건(Gun)+이글(Eagle)
빅 볼포그(Big Volfogg) : GGG 첩보부 소속의 비클 로봇 볼포그와 2대의 건머신이 삼신일체(三身一体)한 형태인 로봇.
빙룡 : 용자왕 가오가이가에 나오는 용신 로봇들 중 하나. 형식 번호 GBR-2. GGG소속. 비클형태는 크레인카. (성우 : 야마다 신이치)
염룡 : 용자왕 가오가이가에 나오는 용신 로봇들 중 하나. 형식 번호 GBR-3. GGG소속. 비클형태는 소방차. (성우 : 야마다 신이치)
풍룡 : 용자왕 가오가이가에 나오는 용신 로봇들 중 하나. 형식 번호는 GBR-6. 중국과학성 소속 GGG. 비클 형태는 레미콘카. (성우 : 야마다 신이치)
뇌룡 : 용자왕 가오가이가에 나오는 용신 로봇들 중 하나. 형식 번호 GBR-7. 중국과학성 소속 GGG. 비클 형태는 덤프트럭. (성우 : 야마다 신이치)
광룡 : 용자왕 가오가이가 파이널에 나오는 용신 로봇. 형식 번호 GBR-8. 샷셀 소속 GGG. 비클 형태는 메이저 장갑차. (성우 : 타무라 유카리)
암룡 : 용자왕 가오가이가 파이널에 나오는 프랑스제 여성형 용신 로봇. 형식 번호는 GBR-9. 샷셀 소속 GGG. 비클 형태는 미사일 장갑차. (성우 : 타무라 유카리)
초룡신 : GGG 기동부대에서도 최고참으로 근력만은 가오가이가보다도 위인 GGG최고치. 그러나 무장이 빈약하여 전투력은 높지 않다. 보조적인 역할을 할 때가 많지만 언제나 든든한 맏형이다. (성우 : 야마다 신이치)
격룡신 : 초룡신과 동형기나 원래부터 구조용였던 초룡신과 달리 이쪽은 철저하게 전투용으로 설계되었다. (성우 : 야마다 신이치)
강룡신 : 용신 로봇 중, 더 파워의 힘을 지닌 염룡과 풍룡의 심퍼레이트가 200%에 도달했을 때, 용기를 앞세워 심메트리컬 도킹에 성공하여 완성된 메카노이드. (성우 : 야마다 신이치)

환룡신 : 용신 로봇 중, 빙룡과 뇌룡의 심퍼레이트가 200%에 도달했을 때, 용기를 앞세워 심메트리컬 도킹에 성공하여 완성된 메카노이드. (성우 : 야마다 신이치)
천룡신 : 용신 로봇 중, 광룡과 암룡이 심메트리컬 도킹으로 하나가 된 모습. 마찬가지로 여성성을 지니고 있다. 초룡신과 격룡신에게는 여동생으로 인식된다. (성우 : 타무라 유카리)
골디 마그(Goldy Marg) : GGG 기동부대 소속의 로봇으로 본디 가오가이가 전용의 TOOL이었던 골디언 해머는 파괴력이 지나쳐서 충격의 여파가 가오가이가에게까지 미치기 때문에 가오가이가의 팔로 사용하기에는 무리가 따랐다. 또한 오른팔이 파괴되면 골디언 해머 뿐만 아니라 브로큰 매그넘이나 헬 앤드 헤븐 역시 사용이 불가능해지게 된다는 문제도 있었다. 이러한 문제를 해결하기 위해 마그핸드로 변형, 해머 커넥트하여 가오가이가의 강력한 보호장비가 되어 골디언 해머를 별 문제없이 사용할 수 있게 해주었고 존더 핵을 적출하는 데 필요한 못 또한 탑재되어 있다.(성우 : 에가와 히사오)
마이크 사운더스 13세 : 시시오 라이가 박사가 주도한 미국 연구팀이 NASA에서 개발한 우주환경대응형 로봇으로 일본의 GGG에서 제공한 G스톤을 이용하여 제작 되었다. (성우 : 이와타 미츠오)

### 기타 인물
아마미 이사무 : 마모루의 아버지. 아내와 함께 홋카이도 여행 중 갑자기 날아온 갈레온에게 마모루를 부탁받아 이후 그를 자신의 아들로 키워오게 되었다. (성우 : 시오야 코조)
아마미 아이 : 마모루의 어머니. 성격은 꽤 차분한 편이나 위기 때는 행동력이 있다. 마모루의 여행을 막으려고 하지는 않았지만 눈물을 참을 수는 없었다)
하츠노 아야메 : 하나의 사촌언니로 밀리터리, 오토바이, 프로레슬링 등 남성적인 취미를 가지고 있다. (성우 : 나라하시 미키)
스노우 타카야스 : 마모루의 급우로 집안이 부유한 듯 초등학생에게 어울리지 않는 비싼 물건들을 갖고 다니면서 자랑하는 일이 많다. (성우 : 카시와쿠라 츠토무 /)
코모리 레이코 : 마모루의 급우로 이른바 '여왕님' 스타일. 타카야스조차도 울리는 학급 최고의 여왕님. (성우 : 나라하시 미키)
우시야마 스에오 : 마모루의 급우로 우시야마 카즈오의 동생. 별명은 카즈오와 마찬가지로 '웃시'. 장래 희망은 GGG 대원. 프라모델을 좋아하며 운동을 싫어한다. (성우 : 이시카와 히로아키)
내레이션 : 이 작품의 많은 요소를 이야기하는 존재로 최종회 마지막 장면에서 8년에 걸쳐 용자 시리즈를 본 사람들을 향한 제작자의 마지막 메시지를 들을 수 있다. (성우 : 코바야시 키요시)

## 목소리 출연
- 강수진 , 최재호 - 가이
- 이선, 김정애 - 강한별
- 임은정, 이미향 - 새롬, 리카, 마모루의 어머니
- 윤현정 - 새롬
- 이정구 - 타이거 본부장
- 이광수 - 타이거 본부장, 카인, 골디 마그
- 김익태 - 카인, 레오, 라이거, 환룡신, 마모루의 아버지
- 이상훈 - 라이거
- 홍승섭 - 알렉세이, 스탤리언 화이트, 격룡신
- 김혜미 - 스완 화이트, 마모루의 급우로 집안
- 최한 - 스탤리언 화이트, 마모루의 아버지, 내레이션
- 오인성, 위훈 - 엔토우지 코우스케, 염룡 소방차, 빙룡 레미콘카, 초룡신, 강룡신, 카즈오의 동생
- 한상덕 - 양유린, 골디 마그
- 이원찬 태산, 양유린, 염룡 소방차, 빙룡 레미콘카, 초룡신
- 위훈 - 크레인, 뇌룡덤프트럭, 격룡신, 카즈오의 동생
- 전숙경 -광룡 장갑차
- 이미향 - 암룡 미사일 장갑차, 마모루의 어머니
- 송준석 - 마이크 사운더스 13세
- 김옥경 - 마모루의 급우로 이른바 여왕님
- 이정구, 내레이션
- 무정 - 유성
- 무정 - 아파치
- 사유리, 김혜미 - 하늘, 마모루의 어머니
- 이영아 - 하늘, 스완 화이트
- 이정구, 송준석 - 솔다트 J 002

### 주제작 제작
- 작사/ 작곡 / 편곡 이승희
- 무정 - 노래
- KBS 미디어 - OST 제작/ 제공

### 우리말 제작
- 백광재 - 녹음
- 임창욱, 권미정 - 그래픽
- 심영보, 문원용, 김준석 - 편집
- 허상희 - 번역
- 김웅종 - 연출
- KBS 미디어 - 제작
- 선라이즈 - 저작권

## 기본 용어

### GGG
GGG (쓰리지[*], Gutsy Geoid Guard/Gutsy Galaxy Guard/Grand Glorious Gathering)는 본 작품에 등장하는 가상의 기구(機構)이다.

### 기계승화
완전체로 성장한 존더로보가 방출하는 존더포자로 인해, 그 행성의 모든 물질, 모든 동식물이 기계와 융합(존더리안)한 상태가 되어 기계문명에 편입되는 것이다. 기계31원종의 목적은 전 우주의 기계승화. 마이너스 사념은 우주를 멸망으로 몰아넣기에 생명체는 마이너스 사념을 방출하지 않는 존다가 되는 것이 대우주와의 공존이자 진화의 필연이라는 것이 기계문명의 이념이며, 심장원종이 말한 '생명체는 기계와 융합해 다음 차원으로 향하는 것이다'는 것이 목표. 그러나 그러한 기계문명의 원동력이 다름아닌 마이너스 사념이라는 걸 감안하면 대단히 모순적이다.

### 더 파워
상세한 것은 불명이지만, 지적생명체의 강한 의지에 반응해서 물체가 가진 기능으로 성질을 임의이자 무한대로 증폭할 수 있다고 한다. 초룡신의 보존.부활을 시작으로 갖가지 기적을 일으켰다. 하지만 한편으로, 카이도 이쿠미가 이를 멸망의 빛이라 했듯이, 폭주하면 그 물체를 절대붕괴로 이끄는 위험성도 있다.

### 삼중련 태양계
태양계와는 다른 차원에 한때 존재했던 행성계. 갈레온과 마모루, 카이도와 솔다트 J, 토모로의 고향이다. 초록별, 붉은 별, 보랏빛 별이 있었지만 보랏빛 별에서 탄생한 존다의 폭주로 기계승화되어 멸망했다. 지구에 비해 넘사벽으로 진보된 기술력을 가졌으며, 갈레온에 기록된 단편적인 데이터를 기초로 만들어진 것이 가오가이가이다. 용자왕 가오가이가 파이널에서는 우주에서 암흑물질을 빼앗아 삼중련태양계를 복원시키려는 솔 11 유성주 때문에 우주 수축 현상이 일어나 지구에서 기상 이변이 일어나는 등 많은 문제가 발생한다.
초록 별 : 극중 묘사에 의하면 기계공학이 발달한 행성으로 동력원으로 G크리스탈을 사용하고 있었다.
붉은 별 : 동물과 기계를 융합시킨 기술이 발달한 행성. 폭주한 붉은 별의 Z 마스터와의 싸움에서 초록별과 동맹을 맺고 기술제공으로 얻은 G스톤을 전투특화로 개량 및 대량생산해 대충돌을 목적으로 한 생체 전투병기인 킹제이더와 그 생체 컴퓨터와 파일럿 아르마를 만들어내지만 결국 기계승화가 된다. 전력들은 완전히 분해하지 않고 세월이 흘러도 여전히 생존자가 존재로 이들을 가리켜 존다 측은 '아벨이 남긴 재앙'이라 부른다.
보랏빛 별 : 기계공학과 식물을 융합시킨 과학이 발달한 행성으로, 이 작품의 만악의 근원으로 그 원인은 인간의 마이너스 에너지를 흡수, 정화하는 유기물과 무기물의 특성을 겸비한 생기융합물질 존다 메탈과 이를 정제하는 장비에 의해 부정적인 감정을 흡수하려고 했으나 후에 시스템이 폭주, 기계가 의식을 가진 Z 마스터가 된다. 존다리안은 존다 메탈의 식물적융합으로 세포가 존다에 의해 적응한 듯한 묘사를 보여주는 지적생명체의 총칭이다. 이때 기계적 융합으로 의식은 거의 조작되며 원종의 뜻대로 움직이게 되며 존다리안은 전원(파리앗쵸를 포함해) 이름이 ㅍ으로 시작한다.
G스톤 : 삼중련 태양계의 녹색 별의 지도자 카인이 자신의 아이인 라티오의 능력을 기본으로 G 크리스탈로부터 만들어낸 무한 정보 서킷이다. 에너지의 집적 및 추출장치로서의 기능과, 무한정보 서킷으로서의 기능을 가지고 있다. 아직 미지의 요소가 많이 숨겨져 있다.

### J쥬얼
제이 아크나 솔다트 J의 에너지원이 되는 붉게 빛나는 보석으로 G스톤과 흡사한 성질을 갖고 있지만, 그 에너지량은 G스톤을 능가한다. G스톤처럼 정보집적회로의 기능을 갖고 있는지는 불명이나, 시시오 가이의 G스톤과 마찬가지로, 솔다트 J 002의 생명유지를 맡고 있으며 G스톤의 데이터를 기초로 그것을 개량하는 형태로 붉은 별에서 개발했다.

### 에보류더
용자왕 가오가이가 최종화에서 시시오 가이가 G 스톤의 기적에 의해 인간의 몸과 기계의 몸이 융합된 진화한 형태(Evoluder), 생기융합체를 말한다. 아울러 시시오 가이는 인류 최초의 에보류더로 에보류더 가이의 왼팔에는 G 스톤의 녹색의 빛이 잠들어 있다. 또한 능력도 보통의 인간을 초월하며, 생명력이나 재생력 등도 비상하게 높다. 무엇보다 그 전까지 존재하던 신체의 리스크가 사라졌다. 특히 헬 앤드 헤븐으로 오는 반동 따위 그 순간 치유한다.

### 존다 메탈
원래는 보라색 별에서 제작, 스트레스를 에너지로 변환하는 물질이었지만 현재는 인간을 존다 로보나 존다리안으로 만드는 역할을 하게 되었다. 존다 메탈에 오랫동안 침식되어 있으면 정화되어도 육체가 소멸하게 된다. 존더가 최종단계로 진화하면(완원종에게 침식당한 사람처럼) 몸안에 존더 포자가 형성되며(사실 초기단계부터 존재하는거 같지만 발사할 수 있는건 최종단계 뿐인듯)밖으로 방출해낸다. 존더 메탈보다 더 빠르게 기계승화를 진행해낸다.

### 존다 크리스탈
삼중련 태양계의 보랏빛 별에서 만들어진 보라색의 물질로 기계31원종의 집합체. Z 마스터의 본체라고도 할 수 있는 물건. 이것의 아종에 해당하는 것이 존다 메탈이다. 31개로 분열하는 기능을 갖고 있으며, 각자가 생명체나 기계・위성에 융합해서 31종의 기계31원종이 된다. 메탈 자체는 원래 지적생명체에 달라붙어 마이너스 에너지를 흡수해 심신정화를 행하는 것이 목적이었으나 고의인지 우연인지 어떠한 사고로 인해 제어 프로그램 Z마스터 시스템이 폭주해 삼중련태양계는 기계승화로 멸망, 초록별에 다다를 때까지 본래의 목적과는 다른 용도로 사용되었다. 식물이라는 특성이 있기 때문에 못자리가 되는 지적생명체에서 요소가 되는 마이너스 에너지를 흡수, 이윽고 나무가 되어 꽃을 피워(존다 메탈 플랜트) 포자를 날려 존다메탈이 만들어진다. 단, 이 정제에는 막대한 에너지를 필요로 하기 때문에 대량생산이 힘들다. 또 대량생산이 가능한 플랜트의 건설도 계획되었지만 GGG의 활약으로 모두 실패로 끝났다.

### 탄환 X
GGG의 베이타워 기지의 에어리어 3에 해당하는 부분. 각 에어리어에 대해서 시시오 가이에게 그리고 시청자들에게 설명하던 볼포그가 저것만은 쓰고 싶지 않다.라면서 처음 언급, 복선으로 남았으며 대 파스다(EI-01) 최종결전에 다른 에어리어 5기가 총동원되는 동안에도 마지막까지 베이타워 기지에 결합된 채로 남아있다가 결국 타이가 코타로 장관의 승인으로 처음이자 마지막으로 현장에 투입된다. 그 용도는 그야말로 자폭에 가까운 최종병기. G스톤 내부의 고 에너지를 해방하는 것으로 G스톤을 폭주시켜 한계이상의 파워를 끌어낸다. 시시오 레오박사의 모니터로 위장된 발사 스위치를 누르는 것으로 발사하면 이후 목표지점에 착탄 후 전개되어 GGG기동대원을 수용 60초의 에너지 해방작업으로 파이널 업을 실시한다.

### 퓨전
용자왕 가오가이가의 주인공 사이보그 가이와 메카라이온 갈레온이 합체하여 메카노이드 가이가로 합체하는 것, 또는, 그때 외치는 구호. 단순히 갈레온과 합체하는 것이 아니라 G스톤의 파워로 갈레온과 동조하는 것이기 때문에 가이가 의식을 잃는 등의 위기상황에서는 갈레온이 컨트롤을 가져오는 경우도 있다. 추가로 덧붙이면 애니메이션 기준 합체 시간이 16초 밖에 되지 않는다.

### 파이널 퓨전
우선 시시오 가이와 갈레온이 퓨전하여 가이가가 되고, 이후 가오 머신들과 퓨전하는 것으로 슈퍼 메카노이드 가오가이가가 되지만, 파이널 퓨전을 하기 위해서는 프로그램을 드라이브 시켜야만 한다. GGG 기지에서 행해지기 때문에 가이는 서포트 없이 단독으로 싸울 수는 없다. 파이널 퓨전의 경우 프로그램이 드라이브 된 후 가이가로부터 EM 토네이도가 전개되어 필드를 형성 적의 접근을 막고[1] 이후 스텔스 가오, 라이너 가오, 드릴 가오와 합체하는 것으로 GGG 용자대 최강의 용자왕 가오가이가가 탄생한다. 참고로 소요시간은 62.328초로 큰 위험을 수반하며, 초기에는 성공확률 역시 한없이 0%에 수렴 했으나 가이는 용기를 앞세워 파이널 퓨전에 훌륭히 성공했다.

### TOOL
WEAPON(무기)이 아닌 TOOL(도구)인 이유는 초기의 GGG는 일본 산하의 기관이기 때문에 즉 일본의 헌법중 하나인 무기를 지니는 것을 금지하는 부분의 영향으로 무기가 아닌 도구로서 개발하기 시작했다. 실제로도 가오가이가 자체를 제외한 염룡, 빙룡등은 인명 구조용으로 개발된 비클머신이 있다. 가오가이가의 디바이딩 드라이버를 시작으로 해서, 초룡신이 사용하는 이레이저 헤드, 카펜터즈등이 TOOL에 해당된다.

### 존다
존다의 원래 정체는 삼중련태양계의 보라별에서 만든 스트레스 소거용 프로그램으로 마이너스 사념에 반응해 그 사람이 원하는 형태가 되고 정화된 다음에는 굉장히 올바른 사람이 되는 것이다. 그러나 생명체가 있는 한 스트레스는 사라질 수 없고, 그 모순에 마스터 프로그램이 폭주하면서 스트레스의 원천이 되는 생명체를 스트레스가 없는 기계생명체로 진화시켜서 스트레스 그 자체를 완전 소멸시키고자 현재의 존다가 되었다.

### 기계 31 원종
존다의 31가지 원종(原種), 파스다와 기계사천왕을 앞세운 푸른별의 기계승화 계획이 실패하자 머나먼 우주 각지에서 푸른별로 집결하여 GGG를 습격한다. 갈레온의 데이터뱅크에 기록된 참된 위협. 원종이라고 약칭하는 경우가 많다. 그 정체는 모든 존다의 근원이자 실체인 존재 Z 마스터의 분열체로서, 각각이 신체의 일부를 연상시키는 형태와 이름을 지니고 있다. 기존 존다와 마찬가지로 생물체는 물론, 무생물과의 융합도 가능하며 심지어는 자신들끼리 융합하는 것도 가능하다. 핵의 모양이 일반 존더와 다르게 가시가 삐쭉삐쭉 쏟아나와있고 Z마크가 없다. 또한 핵 상태에서는 거의 전부불능 상태인 존다로보에 비해 핵 상태에서도 자유롭게 이동이 가능하며 더 파워에 의해선 아예 정화된 상태인 존다 크리스탈에서부터 재생했다. 다만 핵 적출 시의 충격으로 일종의 기절상태인지라 못 움직이는 것일 뿐 이것도 대비하면 완원종처럼 씹고 움직이는게 가능하다.
또한 지적생명체와 융합해도 단순히 본능에 따라 움직이는 인형과 같이 변모하던 일반 존다와 달리 이들은 각 개체마다 이미 인간에 필적하거나 혹은 그 이상의 높은 지성을 지닌 것으로 보인다. 이 점은 존다 중에서도 고위의 존재였던 기계사천왕과 흡사한 부분이지만, 기계사천왕의 경우 존다 메탈과 융합한 소체의 의식이 존다로서 '변질'되는 느낌인 반면 원종은 소체의 의식 자체를 자신의 의식으로 완전히 덮어씌워버리는 쪽에 가까운 것 같다. 다만 이 레벨의 지성을 보여준 것은 기계최강7원종과 심장원종 뿐이며, 심장원종은 모든 원종이 Z 마스터로 되돌아갔을 때를 제외하면 딱히 다른 존재와 융합한 적은 없는 것으로 미루어 볼 때 '고도의 지성을 지닌 융합체'는 기계최강7원종 뿐일 가능성도 배제할 수 없다.

### 기계 신종(조누다)
2004년, 지구로 침공한 EI-01은 시시오 가이의 연인인 우츠기 미코토의 뇌 속의 존다메탈과는 다른 종자를 심어두었다. 그 종자는 체내의 중추신경을 파고들어 G스톤의 에너지에도 굴하지 않는 무적의 기계 생명체로 성장할 날만을 기다렸던 것이다. 이윽고 제트 마스터 전 이후 오비트 베이스에서 안정을 취하던 미코토는 조누다로 변하여 아마테라스의 절반을 탈취한 채로 지구의 물질 승화를 위해 침공한다. 모든 물질과 에너지를 물질 승화 해버릴 정도의 위력을 가졌으며, 가오가이가 악역 전체에서도 단연 최강으로 평가된다.

## 용자왕 가오가이가 FINAL
- 말 그대로 TV판의 후속편 격의 OVA (오리지널 비디오 애니메이션)로 2000년 1월 21일 제 1화가 발매되어 2003년 3월 21일, 8화로 완결되었다. 이야기의 내용은 솔 11 유성주와 싸우는 내용으로 여기서 가오가이가가 1화에 파괴 되면서 가오파이가와 제네식 가오가이가가 등장한 내용이다. 2005년에 TV 도쿄에서 12화[5]까지 방영한 적이 있으며 대한민국의 경우 애니박스에서 상영한 바 있다.

## KBS 우리말녹음 인물명 및 등장로봇 명칭

### 등장 인물 및 메카
- 아마미 마모루 : 장한별
- 우츠기 미코토 : 리카
- 하츠노 하나 : 새롬이
- 우시야마 카즈오 : 태산
- 엔토우지 코스케 : 유성
- 휴마 게키 : 아파치
- 카이도 이쿠미 : 하늘
- 솔다트 J : 솔리타드 J
- 빙룡·염룡 : 블루건·레드건
- 풍룡·뇌룡 : 윈드건·플래쉬건
- 초룡신 : 썬더바이킹
- 격룡신 : 썬더카이져
- 환룡신 : 썬더마커스
- 강룡신 : 썬더자이언트
- 건도벨 : 건호버
- 건 글 : 헬리거
- 골디 마그 : 골디맥
- 가오 머신 : 가오 삼총사
- 플라이어즈 : 붐붐로봇
- 파스다 (EI-01) : 데블 마스터
- 존더 : 젠타
- 기계 31 원종 : 젠타전사 31
- 오비트 베이스 : GGG 우주기지
- 아마테라스 : 안드로메다
- 스사노 : 미네르바
- 이자나기 : 헤라클레스

### 기타 명칭 및 툴
- 심메트리컬 도킹 : 좌우 합체
- 심퍼렛트 수치 : 공감대 수치
- 프로텍트 쉴드·프로텍트 월 : 초음파 방어막 반사
- 브로큰 매그넘 : 매그넘 펀치
- 브로큰 팬텀 : 매그넘 핵 펀치
- 겜 기르 간 고 그훠 : 1화: 넌 상대를 잘못 골랐어! 2화: 정의는 우리편이다! 3화: 네가 사라지는게 신의 뜻이다! 9화: 눈 크게 뜨고 잘 봐라! 14화: 한별이는 아무도 해치지 못 해! 15화: 네가 지니지 못한 걸 갖고 있어! 18화: 잘 봐라 플리츠! 31화: 아버지 지켜봐 주십시오! 49화: 두 개의 힘을 하나로!
- 삼신일체 : 거인 합체
- 개틀링 드라이버 : 우주공간 드라이버
- 골디언 해머 발동 승인! : 황금사막작전을 승인한다!
- 골디언 해머 : 정의의 황금망치
- 해머 헬·해머 헤븐 : 지옥의 불·천국의 빛
- 빛이 되어라! (히카리니 나레!) : 가오가이거!
- 이레이저 헤드 : 이레이저 99
- 멜팅 사이렌 : 사이렌 돌파
- ES 윈도우 : 공간의 문
- ES 미사일 : 우주공간 미사일
- J-쿼스 : 날아라 불새!
- 더 파워 : 절대 힘
- 디스크 X : 소리샘 X
- 솔리타리 웨이브 : 소리샘 X 블루파
- 산 토우 론 (쌍두용) : 무적의 드래건
- 맥시멈 토우론 : 절대무적 드래건

## 방영목록
| 회차       | 주제                       |
| ---------- | -------------------------- |
| 1화        | 우주에서 온 소년           |
| 2화        | 사이보그 영웅 가이         |
| 3화        | 성스런 왼팔                |
| 4화        | 도망자                     |
| 5화        | 용기있는 영웅들            |
| 6화        | 그의 이름은 선더바이킹     |
| 7화        | 폭주기관차                 |
| 8화        | 태양이 사라진 날           |
| 9화        | 젠타 바이러스의 습격       |
| 10화       | 빛이 닿지 않는 세계        |
| 11화       | 이졸데의 문                |
| 12화       | 내일이 없는 지구           |
| 13화       | 카인의 유산                |
| 14화       | 한별이 구출작전            |
| 15화       | 젠탈리안의 역습            |
| 16화       | 공포체험 12시 1분의 악마   |
| 17화       | 공간을 제압하는 자         |
| 18화       | 젠타 마술의 비밀           |
| 19화       | 돌아온 영웅들              |
| 20화       | 금빛의 파괴신              |
| 21화       | 사고뭉치 길들이기          |
| 22화       | 마이크 사운더스 13세       |
| 23화       | 풀려버진 자물쇠            |
| 24화       | 수수깨끼 로봇은 누구?      |
| 25화       | 출동 4차원의 세계로        |
| 26화       | 기계사천왕의 대반격        |
| 27화       | 사천왕 대 영웅들           |
| 28화       | 최후의 승리자들            |
| 29화       | 탄환X 지구를 지켜라        |
| 30화       | 안녕,GGG                   |
| 31화       | 용감한 우주의 수호자       |
| 32화       | 외계에서 온 영웅들         |
| 33화       | 다시 돌아온 영웅들         |
| 34화       | 윈드건과 플래시건          |
| 35화       | 그의 이름은 선더카이저     |
| 36화       | 카인의 아들                |
| 37화       | 소혹성을 막아라            |
| 38화       | 7대 젠타 전사들            |
| 39화       | 별을 지키는 아이들         |
| 40화       | 울려퍼지는 승전가          |
| 41화       | 과거에서 돌아온 영웅들     |
| 42화       | 선더 마커스와 선더자이언트 |
| 43화       | 젠타 만화 작전             |
| 44화       | GGG 목성을 향하여          |
| 45화       | 용기있는 자                |
| 46화       | 마지막승부                 |
| 47화       | 끝나지 않은 전쟁           |
| 최종회(48) | 다시 시작되는 전설         |